# Rhinoestrus giraffae
Rhinoestrus giraffae är en tvåvingeart som beskrevs av Zumpt 1965. Rhinoestrus giraffae ingår i släktet Rhinoestrus och familjen styngflugor.
Artens utbredningsområde är Tanzania. Inga underarter finns listade i Catalogue of Life.